# براد في جونسون
براد في جونسون (بالإنجليزية: Brad Vee Johnson)‏ هو مغني أمريكي، ولد في 6 يوليو 1961 في نيويورك في الولايات المتحدة.